# الجبوب (المفلحي)

تعديل مصدري - تعديل

الجبوب هي إحدى قرى عزلة المفلحي بمديرية المفلحي التابعة لمحافظة لحج، بلغ تعداد سكانها 310 نسمة حسب تعداد اليمن لعام 2004.